# Dittenbach
Der Dittenbach ist ein etwa 2,4 Kilometer langer linker und nördlicher Zufluss der Usa im Taunus. Seine ersten fast 1½ km fließt er offen durch Grünland, ab einer Teichanlage befindet er sich in einem Gehölzsaum oder im Waldrand.

## Geographie

### Verlauf

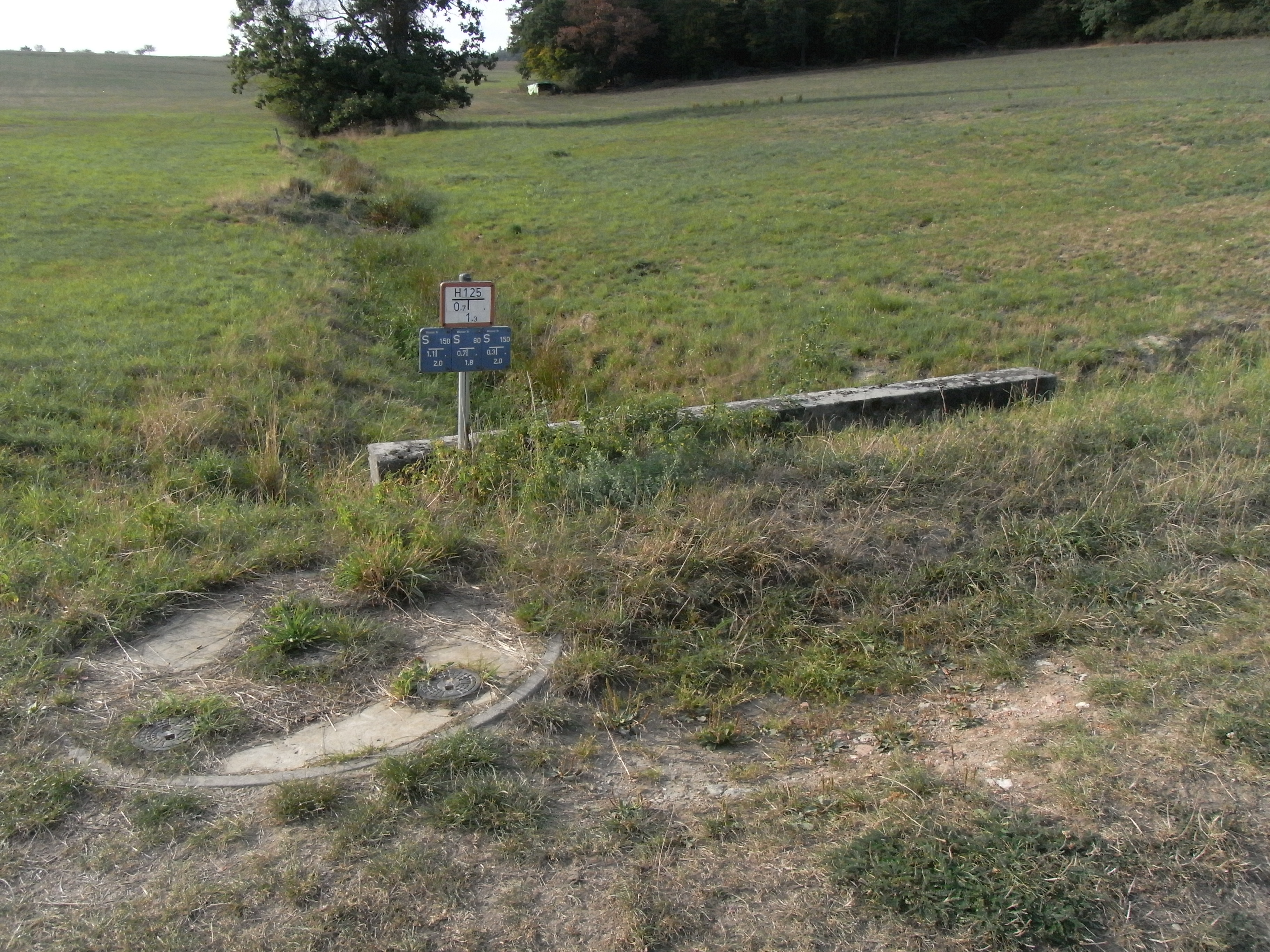
Wassergewinnung „Beim Zieglersborn“ mit Blick aufwärts zur Eiche am alten Bergwerk

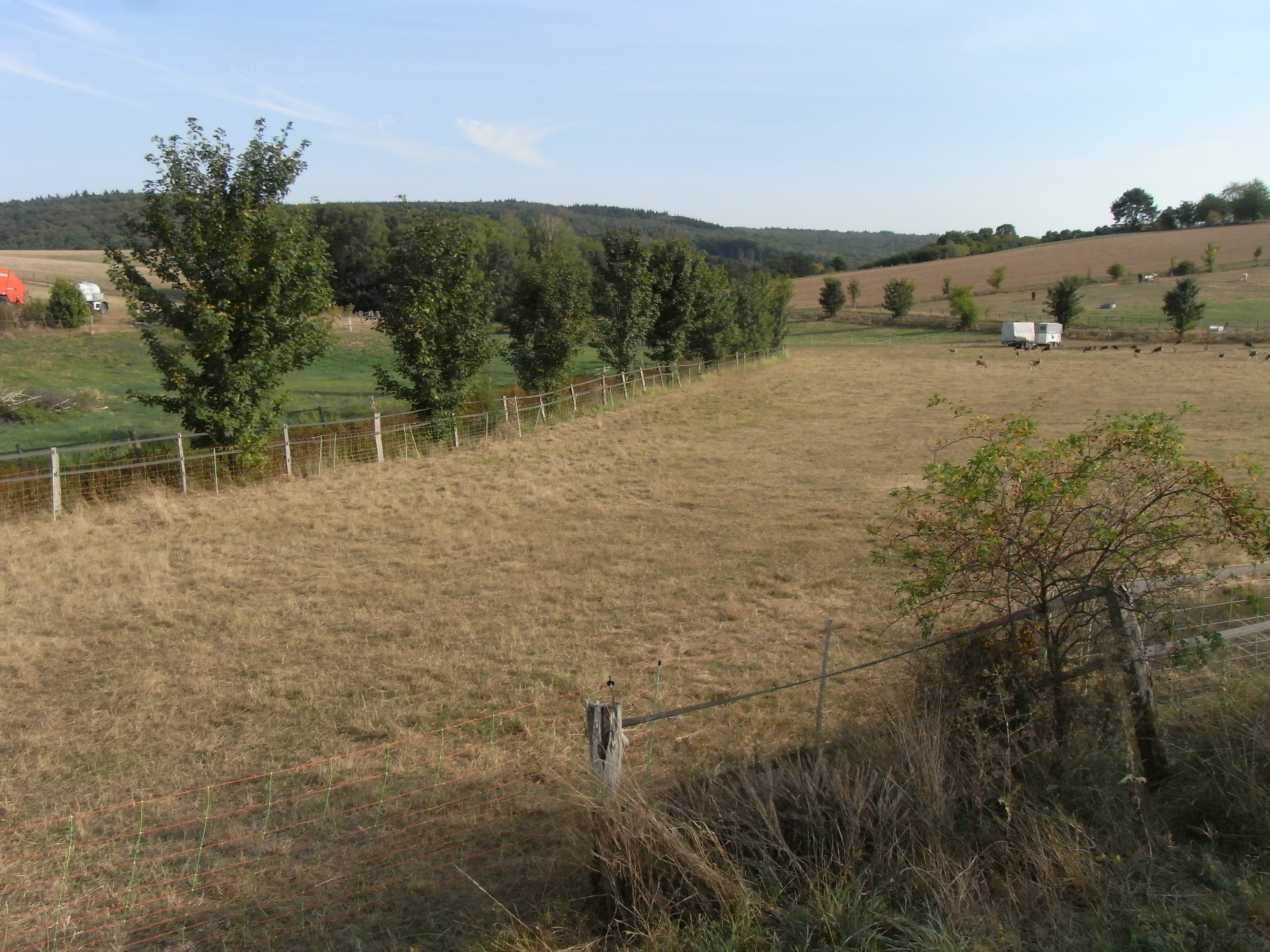
Ziegenweide am Gehölzsaum mit Lücken unterhalb des Usinger Wegs

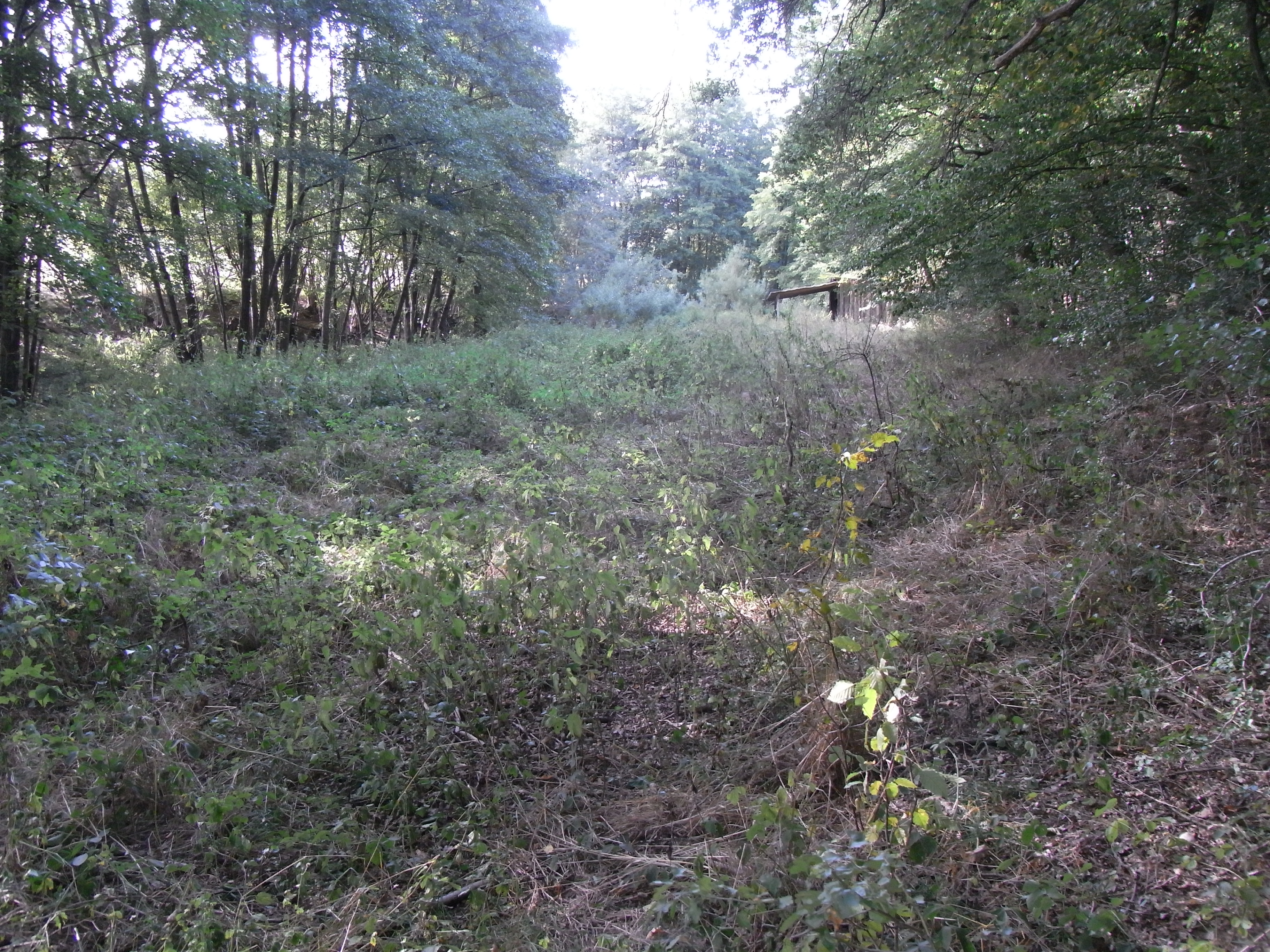
Krautige Aue unterhalb der Teiche, Bach links, Weg rechts

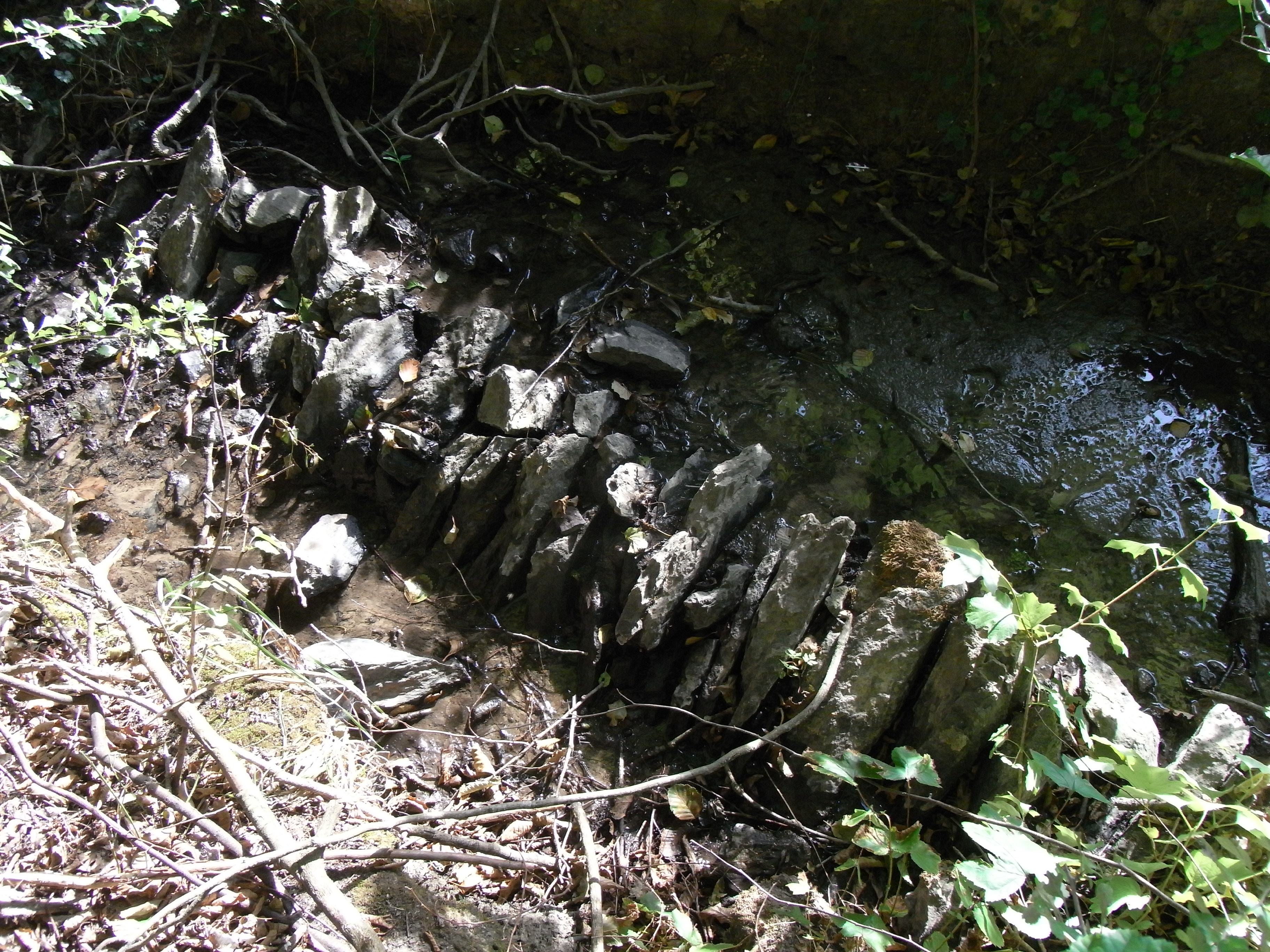
Alte Befestigung der Bachsohle

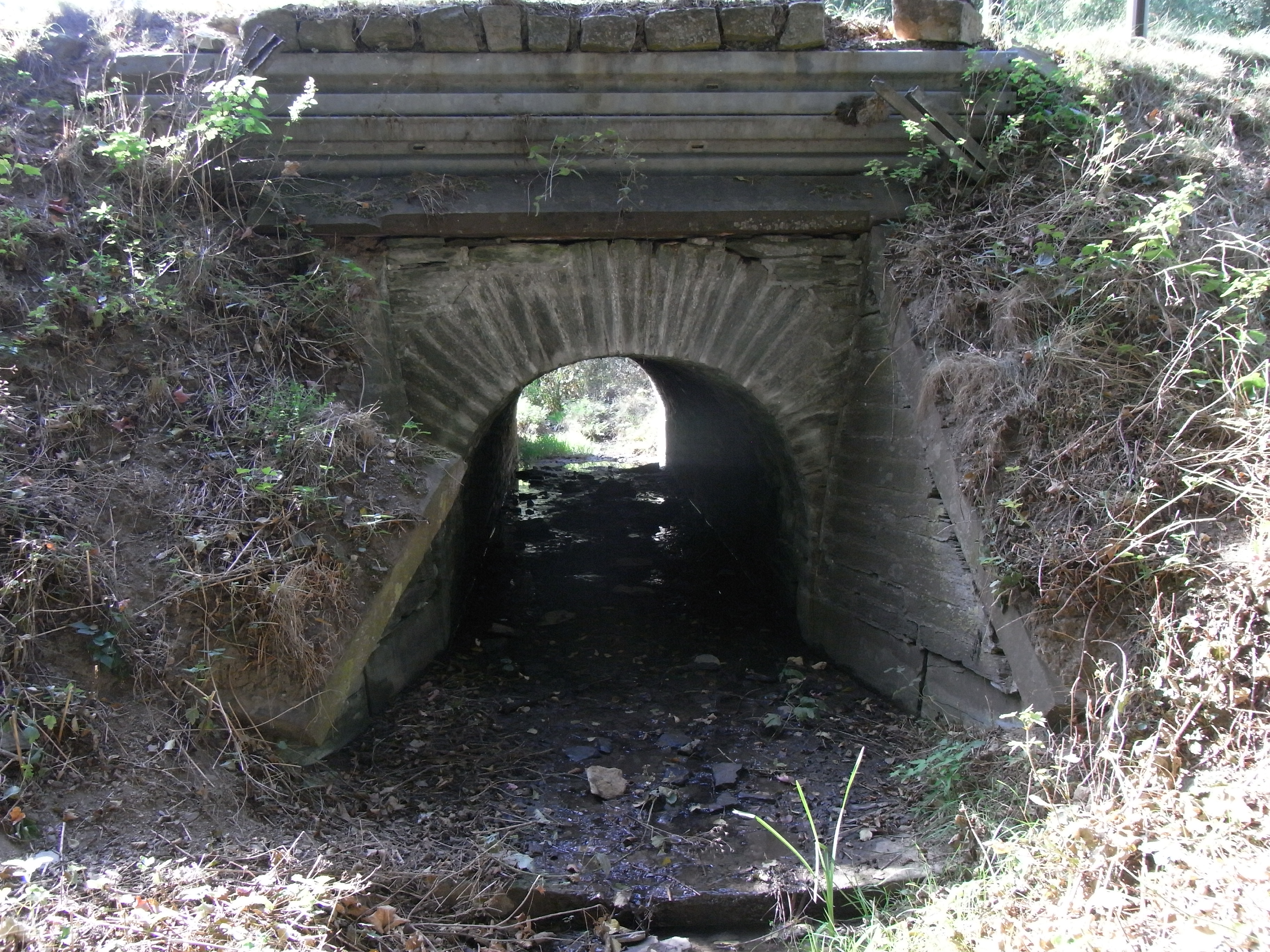
Steinerne Bogenbrücke der B 275

Der Dittenbach entspringt östlich des Usinger Ortsteils Eschbach und südwestlich des bewaldeten Eichkopfs (394,8 m ü. NHN) beim Nord-Süd-Übergang eines Ackers in Grünland in einem Graben, der sich noch wenige dam weiter westlich und trocken fortsetzt, im Gewann Im Gauroth in Eschbach. Nach etwa 1 hm knickt die anfängliche Abflussrichtung Ost-Südost auf Süd, auf einen Kurs südwestlich um den Eichkopf herum, und um zunächst noch etwas Abstand zur Gemeindegrenze von Wernborn zu wahren. Diese wird bei Fluss-km 2,05 erreicht. Bis Fluss-km 1,9 bildet der Dittenbach die Grenze zwischen den Ortsteilen, danach wechselt er auf Wernborner Gebiet. Hier dringt das Grünland nordwärts weiter in den Wald des Eichkopfs, und hier wird bei einer Busch- und Baumgruppe in einem Luftbild von 1933 das Symbol für ein ehemaliges Bergwerk gezeigt. Hatte der Dittenbach auf dem ersten etwa halben Kilometer bis hierher eine On-off-Beziehung zur Wasserführung, so wird er hier mit so viel Zufluss abgespeist, dass er nun durchgehend Wasser führt. Etwa 1 hm weiter existiert an der Brücke eines Feldwegs in einem Kanalschacht eine Anlage zur Wassergewinnung. Etwa 2 hm weiter gelangt der Dittenbach an die K 727 oder Wernborner Straße zwischen Eschbach und Wernborn (wo sie innerorts zur Linden- und später zur Friedberger Straße wird). Er folgt ihr wenige dam ostwärts als Straßengraben und unterquert die Straße in einem Durchlass.
Unterhalb und südlich der K 727 sind am Dittenbach im 21. Jahrhundert einseitig Erlen gepflanzt worden. Diese Pflanzung setzt sich unterhalb des asphaltierten Usinger Wegs bis zu den Fischteichen fort. Ein Luftbild von etwa 1960 zeigt, dass sowohl der Talhof am  Usinger Weg wie auch die Teiche damals noch nicht existierten. Der Dittenbach umfließt die fünf in Nadel- und Laubgehölze gekleideten und fast vollständig eingezäunten Teiche im Gewann Die Eichwies (1250 m², 2250 m², 2300 m², 300 m², 1100 m²) westlich in einem neu angelegten, begradigten und befestigten Bett, das stellenweise tief eingeschnitten ist und das örtlich tief unter der Hangkante liegt. Der Bewuchs des Geländes schließt sich an die Bewaldung des Hangs eines Hügels an, vor dem die Usa nach Nordosten abgedrängt wird und auf dem der Ort Wernborn residiert.
Unterhalb des Teichegeländes rückt die Gemeindegrenze zu Eschbach an die westliche Talkante des Dittenbachs. Der fließt von Erlen gesäumt, teilweise in einem befestigten Bett, in einer Talmulde, die als Grünland genutzt wird. Zugänglich wird dieses über einen Weg im Osten des Tals, im Hang des bewaldeten Hügels, vom Usinger Weg im Norden bis zur B 275 südlich im Usatal reichend, und Durchlässe für den Bach. An diesen Hang schmiegt sich der Bachlauf in einer weiten Links- und einer ebensolchen Rechtskurve an. Beim Erreichen des Usatals biegt er von der Laufrichtung Nordost rechts nach Osten ab. Die B 275 unterquert er unter einer alten steinernen Bogenbrücke. An deren Auslassseite stürzt er über eine Stufe des Brückenfundaments und hat noch eine geradlinige 80 m lange Strecke in ostnordöstlicher Richtung durch die Usa-Aue bis zur Mündung zu bewältigen.
Der Dittenbach mündet südlich und unterhalb des Usinger Ortsteils Wernborn von Westen und links in die Usa am Übergang von genutztem zu oberhalb (rechts, südlich) ungenutztem, verkrauteten Grünland (Stand 2020).

### Flusssystem Usa
- Fließgewässer im Flusssystem Usa

## Geologie
Etwa ⅓ km südwestlich des unteren Dittenbachtals streicht von Nordwesten nach Südosten eine bekannte Quarzader durch den Taunus. Die Eschbacher Klippen gehören zu ihr. Westlich und südlich der Mündung in die Usa befinden sich Steinbrüche, der im Usatal wird noch heute betrieben und darin Quarz abgebaut.